# Campeonato Mundial de Esgrima de 2006
El LXVIII Campeonato Mundial de Esgrima se celebró en Turín (Italia) entre el 30 de septiembre y el 7 de octubre de 2006 bajo la organización de la Federación Internacional de Esgrima (FIE) y la Federación Italiana de Esgrima.
Las competiciones se realizaron en el pabellón Oval Lingotto de la ciudad italiana.

## Calendario
| Día   | Hora*       | Evento                | Tipo |
| ----- | ----------- | --------------------- | ---- |
| 31.09 | 17:00-19:00 | Ceremonia de apertura |      |
| 01.10 | 17:00-19:30 | Sable ind. (Final)    | M    |
| 01.10 | 17:00-19:30 | Florete ind. (Final)  | F    |
| 02.10 | 17:00-19:30 | Espada ind. (Final)   | M    |
| 02.10 | 17:00-19:30 | Sable ind. (Final)    | F    |
| 03.10 | 17:00-19:30 | Florete ind. (Final)  | M    |
| 03.10 | 17:00-19:30 | Espada ind. (Final)   | F    |
| 04.10 |             | Día de descanso       |      |
| 05.10 | 17:00-19:30 | Espada eqs. (Final)   | M    |
| 05.10 | 17:00-19:30 | Florete eqs. (Final)  | F    |
| 06.10 | 17:00-19:30 | Sable eqs. (Final)    | M    |
| 06.10 | 17:00-19:30 | Espada eqs. (Final)   | F    |
| 07.10 | 17:00-19:30 | Florete eqs. (Final)  | M    |
| 07.10 | 17:00-19:30 | Sable eqs. (Final)    | F    |

- (*) - hora local de Turín (UTC +2, CEST)

## Medallistas

### Masculino
| Evento              | Oro                                                                     | Plata                                                                               | Bronce                                                                             |
| ------------------- | ----------------------------------------------------------------------- | ----------------------------------------------------------------------------------- | ---------------------------------------------------------------------------------- |
| Florete individual  | Peter Joppich · Alemania                                                | Andrea Baldini · Italia                                                             | Stefano Barrera · Italia · Lei Sheng · China                                       |
| Florete por equipos | Loïc Attely Nicolas Beaudan Erwann Le Péchoux Marcel Marcilloux Francia | Dominik Behr · Richard Breutner · Peter Joppich · Benjamin Kleibrink · Alemania     | Andrea Baldini · Andrea Cassarà · Salvatore Sanzo · Simone Vanni · Italia          |
| Espada individual   | Wang Lei China                                                          | Joaquim Videira Portugal                                                            | Igor Tikhomirov · Canadá · Sven Järve · Estonia                                    |
| Espada por equipos  | Éric Boisse Gauthier Grumier Fabrice Jeannet Ulrich Robeiri Francia     | José Luis Abajo · Ignacio Cantó · Juan Castañeda · Eduardo Sepúlveda · España       | Dmytro Chumak · Dmytro Kariuchenko · Maxym Jvorost · Bohdan Nikishyn · Ucrania     |
| Sable individual    | Stanislav Pozdniakov · Rusia                                            | Zsolt Nemcsik · Hungría                                                             | Alexei Frosin · Rusia · Won Woo-Young · Corea del Sur                              |
| Sable por equipos   | Vincent Anstett Nicolas Lopez Julien Pillet Boris Sanson Francia        | Dmytro Boiko · Volodymyr Lukashenko · Oleh Shturbabin · Vladyslav Tretiak · Ucrania | Alexei Frosin · Nikolai Kovaliov · Stanislav Pozdniakov · Alexei Yakimenko · Rusia |

### Femenino
| Evento              | Oro                                                                       | Plata                                                                                      | Bronce                                                                                  |
| ------------------- | ------------------------------------------------------------------------- | ------------------------------------------------------------------------------------------ | --------------------------------------------------------------------------------------- |
| Florete individual  | Margherita Granbassi · Italia                                             | Valentina Vezzali · Italia                                                                 | Aida Mohamed · Hungría · Giovanna Trillini · Italia                                     |
| Florete por equipos | Svetlana Boiko · Aida Shanayeva · Yuliya Jakimova · Yana Ruzavina · Rusia | Elisa Di Francisca · Margherita Granbassi · Giovanna Trillini · Valentina Vezzali · Italia | Jeon Hee-Sook Jung Gil-Ok Nam Hyun-Hee Seo Mi-Jung Corea del Sur                        |
| Espada individual   | Tímea Nagy · Hungría                                                      | Irina Embrich Estonia                                                                      | Emese Szász · Hungría · Laura Flessel-Colovic · Francia                                 |
| Espada por equipos  | Li Na Luo Xiaojuan Zhang Li Zhong Weiping China                           | Marysa Baradji-Duchêne Laura Flessel-Colovic Hajnalka Kiraly-Picot Maureen Nisima Francia  | Claudia Bokel · Imke Duplitzer · Britta Heidemann · Marijana Marković · Alemania        |
| Sable individual    | Rebecca Ward Estados Unidos                                               | Mariel Zagunis Estados Unidos                                                              | Kim Hye-Lim Corea del Sur Sada Jacobson Estados Unidos                                  |
| Sable por equipos   | Cécile Argiolas Solène Mary Léonore Perrus Anne-Lise Touya Francia        | Sada Jacobson Caitlin Thompson Rebecca Ward Mariel Zagunis Estados Unidos                  | Yekaterina Diachenko · Yekaterina Fedorkina · Yelena Nechayeva · Sofia Velikaya · Rusia |

## Medallero
| Núm. | País           | Oro | Plata | Bronce | Total |
| ---- | -------------- | --- | ----- | ------ | ----- |
| 1    | Francia        | 4   | 1     | 1      | 6     |
| 2    | Rusia          | 2   | 0     | 3      | 5     |
| 3    | China          | 2   | 0     | 1      | 3     |
| 4    | Italia         | 1   | 3     | 3      | 7     |
| 5    | Estados Unidos | 1   | 2     | 1      | 4     |
| 6    | Hungría        | 1   | 1     | 2      | 4     |
| 7    | Alemania       | 1   | 1     | 1      | 3     |
| 8    | Estonia        | 0   | 1     | 1      | 2     |
| 8    | Ucrania        | 0   | 1     | 1      | 2     |
| 10   | España         | 0   | 1     | 0      | 1     |
| 10   | Portugal       | 0   | 1     | 0      | 1     |
| 12   | Corea del Sur  | 0   | 0     | 3      | 3     |
| 13   | Canadá         | 0   | 0     | 1      | 1     |
|      | TOTAL          | 12  | 12    | 18     | 42    |